# Emilio Zeballos
Emilio Zeballos, vollständiger Name Emilio Enrique Zeballos Gutiérrez, (* 5. August 1992 in Montevideo) ist ein uruguayischer Fußballspieler.

## Karriere
Der nach Angaben seines Vereins 1,85 Meter große Defensivakteur Zeballos gehört seit 2012 dem uruguayischen Erstligisten Defensor Sporting an. Dort wurde er in jenem Jahr sechsmal in der Copa Libertadores Sub-20 eingesetzt (kein Tor), bei der sein Verein das Finale erreichte. In der Spielzeit 2012/13 bestritt er 30 Partien in der Primera División und erzielte zwei Treffer. In der Saison 2013/14 kam er sodann bis zum Abschluss der Clausura 2014 zu weiteren 16 Erstligaeinsätzen (kein Tor). Zudem sind insgesamt zehn absolvierte Begegnungen der Copa Libertadores (2013: 2 (0); 2014: 8 (1)) für Zeballos zu verzeichnen, bei denen ihm ein persönlicher Torerfolg gelang. In der Saison 2014/15 wurde er in 25 Erstligaspielen (ein Tor) eingesetzt. Es folgten in der Spielzeit 2015/16 24 weitere Erstligaeinsätze (kein Tor) und acht absolvierte Partien (kein Tor) der Copa Sudamericana 2015. In der Zwischensaison 2016 absolvierte er zehn persönlich torlose Erstligapartien. Am 29. Dezember 2016 wurde sein Wechsel zum brasilianischen Verein Chapecoense vermeldet. Das im Januar 2017 beginnende Engagement basierte auf einer Ausleihe mit einjähriger Laufzeit. Nach seiner Rückkehr trat Zeballos zunächst wieder für Defensor an, löste aber noch im selben Jahr seinen Vertrag auf und schloss sich dem Club Atlético Progreso an. Zur Saison 2020 kehrte Zeballos zu Defensor zurück. Seit 2021 tritt er für Plaza Colonia an.

## Erfolge
Chapecoense
- Staatsmeisterschaft von Santa Catarina: 2017